# Romano Bonagura
Romano Bonagura (* 15. Oktober 1930 in Ravenna; † 30. Oktober 2010 in Casalpusterlengo) war ein italienischer Bobfahrer.

## Karriere
Bonagura gewann in den 1950er und 1960er Jahren 6 Medaillen bei Weltmeisterschaften im Bobfahren (davon eine Goldmedaille). Bei seiner einzigen Olympiateilnahme bei den Winterspielen 1964 in Innsbruck gewann er im Zweierbob-Wettbewerb als Anschieber von Sergio Zardini die Silbermedaille. Im Viererbob-Wettbewerb landete er mit dem italienischen Bob auf dem vierten Platz.